# Богерар-де-Маркувіль
Богера́р-де-Маркуві́ль, Босґерар-де-Маркувіль (фр. Bosguérard-de-Marcouville) — колишній муніципалітет у Франції, у регіоні Нормандія, департамент Ер. Населення — 599 осіб (2011).
Муніципалітет був розташований на відстані близько 120 км на північний захід від Парижа, 26 км на південний захід від Руана, 37 км на північний захід від Евре.

## Історія
До 2015 року муніципалітет перебував у складі регіону Верхня Нормандія. Від 1 січня 2016 року належав до нового об'єднаного регіону Нормандія.
1 січня 2017 року Богерар-де-Маркувіль, Бервіль-ан-Румуа i Ульбек-пре-ле-Гро-Тей було об'єднано в новий муніципалітет Ле-Мон-дю-Румуа.

## Демографія
Динаміка населення (INSEE ):
Розподіл населення за віком та статтю (2006):
| Стать | Всього | До 15 років | 15-24 | 25-44 | 45-64 | 65-85 | Понад 85 |
| --- | ------ | ----------- | ----- | ----- | ----- | ----- | -------- |
| Чоловіки | 288    | 50          | 43    | 86    | 89    | 20    | 0        |
| Жінки | 263    | 57          | 23    | 74    | 85    | 20    | 4        |
| \| Статево-вікова піраміда \| Статево-вікова піраміда \| Статево-вікова піраміда \| \| ----------------------- \| ----------------------- \| ----------------------- \| \| Чоловіки \| Вік \| Жінки \| \| 0 \| 85 + \| 4 \| \| 0 \| 80-84 \| 0 \| \| 4 \| 75-79 \| 8 \| \| 4 \| 70-74 \| 8 \| \| 12 \| 65-69 \| 4 \| \| 23 \| 60-64 \| 19 \| \| 19 \| 55-59 \| 27 \| \| 12 \| 50-54 \| 27 \| \| 35 \| 45-49 \| 12 \| \| 39 \| 40-44 \| 35 \| \| 27 \| 35-39 \| 8 \| \| 12 \| 30-34 \| 27 \| \| 8 \| 25-29 \| 4 \| \| 8 \| 20-24 \| 4 \| \| 35 \| 15-20 \| 19 \| \| 12 \| 10-14 \| 19 \| \| 19 \| 5-9 \| 23 \| \| 19 \| 0-4 \| 15 \| |        |             |       |       |       |       |          |
| Статево-вікова піраміда |        |             |       |       |       |       |          |
| Чоловіки | Вік    | Жінки       |       |       |       |       |          |
| 0 | 85 +   | 4           |       |       |       |       |          |
| 0 | 80-84  | 0           |       |       |       |       |          |
| 4 | 75-79  | 8           |       |       |       |       |          |
| 4 | 70-74  | 8           |       |       |       |       |          |
| 12 | 65-69  | 4           |       |       |       |       |          |
| 23 | 60-64  | 19          |       |       |       |       |          |
| 19 | 55-59  | 27          |       |       |       |       |          |
| 12 | 50-54  | 27          |       |       |       |       |          |
| 35 | 45-49  | 12          |       |       |       |       |          |
| 39 | 40-44  | 35          |       |       |       |       |          |
| 27 | 35-39  | 8           |       |       |       |       |          |
| 12 | 30-34  | 27          |       |       |       |       |          |
| 8 | 25-29  | 4           |       |       |       |       |          |
| 8 | 20-24  | 4           |       |       |       |       |          |
| 35 | 15-20  | 19          |       |       |       |       |          |
| 12 | 10-14  | 19          |       |       |       |       |          |
| 19 | 5-9    | 23          |       |       |       |       |          |
| 19 | 0-4    | 15          |       |       |       |       |          |

## Економіка
2010 року серед 399 осіб працездатного віку (15—64 років) 306 були активними, 93 — неактивними (показник активності 76,7%, у 1999 році було 74,2%). З 306 активних мешканців працювали 293 особи (154 чоловіки та 139 жінок), безробітними було 13 (5 чоловіків та 8 жінок). Серед 93 неактивних 32 особи були учнями чи студентами, 41 — пенсіонерами, 20 були неактивними з інших причин.

У 2010 році в муніципалітеті числилось 214 оподаткованих домогосподарств, у яких проживали 588,5 особи, медіана доходів виносила 22 750 євро на одного особоспоживача